# Stefan Persson (företagsledare)
Carl Stefan Erling Persson, född 4 oktober 1947 i Stockholm, är en svensk företagsledare. Han var verkställande direktör i Hennes & Mauritz (H&M) 1982–1998  och därefter styrelseordförande från 1998 till våren 2020, då sonen Karl-Johan Persson tog över som styrelseordförande.  Han är son till Erling Persson, företagets grundare.
Stefan Persson är den rikaste personen i Sverige med en förmögenhet på 178 miljarder kronor och i januari 2020 var han världens 71:e rikaste.

## Karriär

### H&M

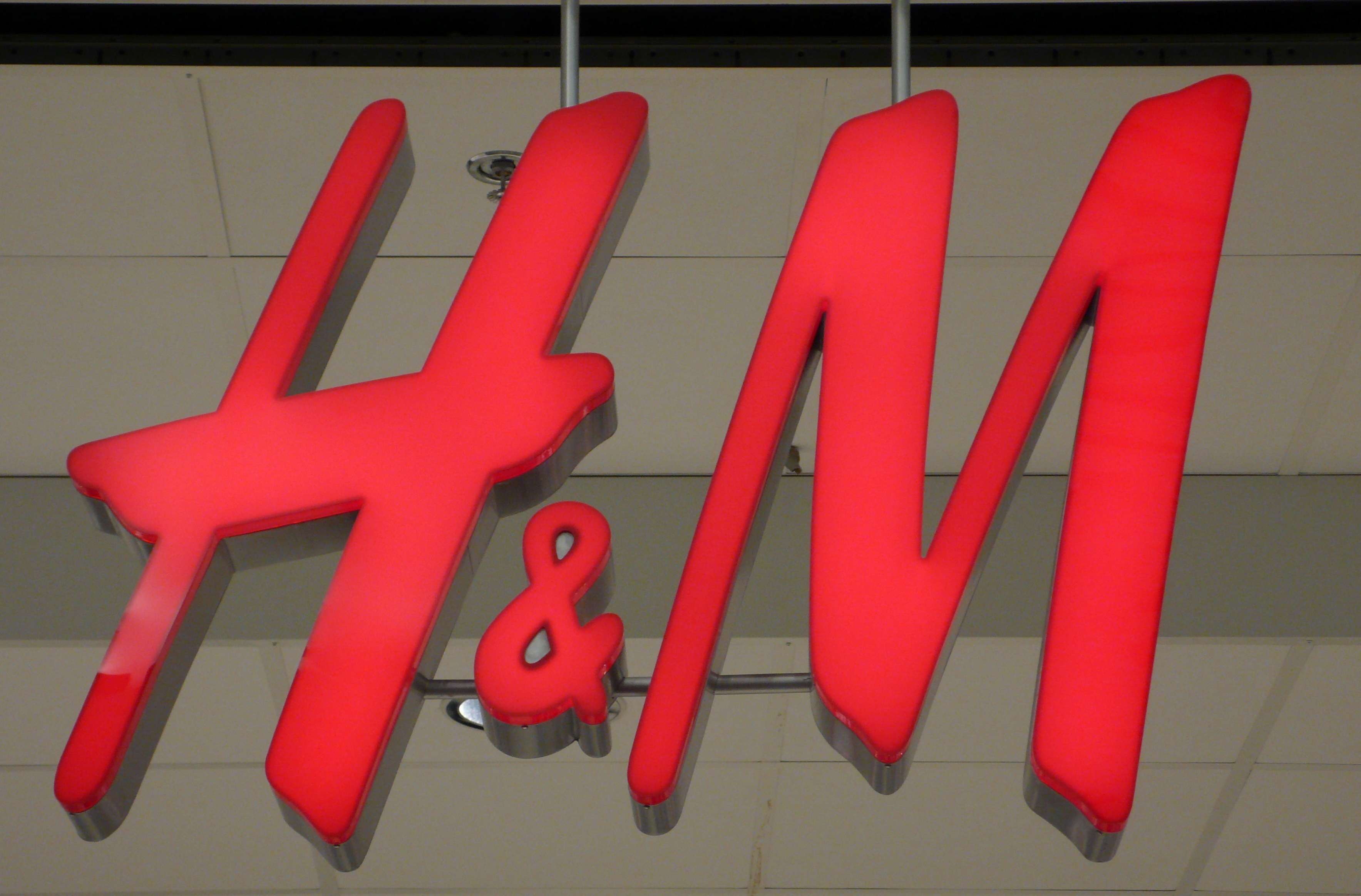
H&M:s logotyp

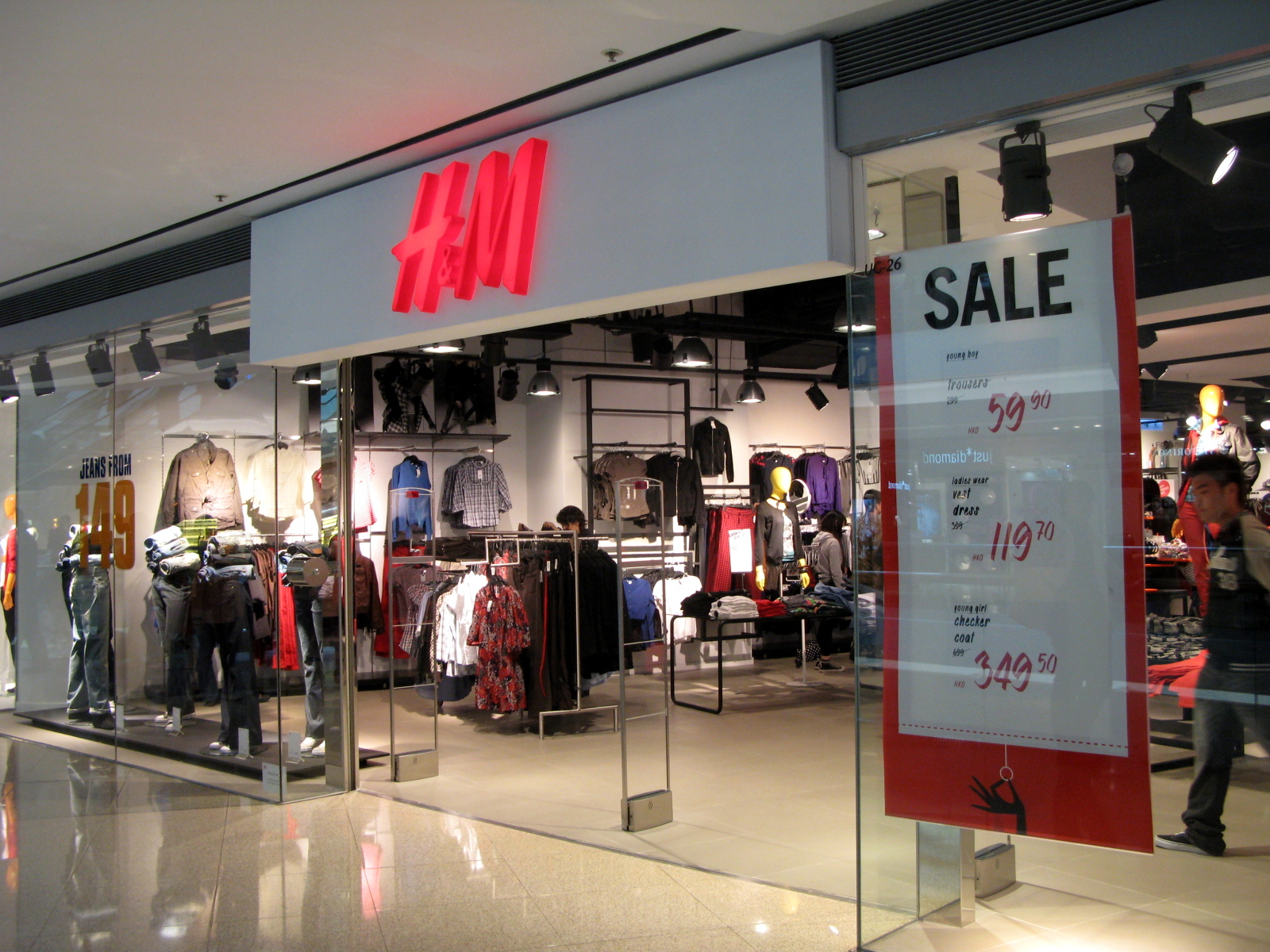
Utanför en av H&M:s butiker i Hongkong.

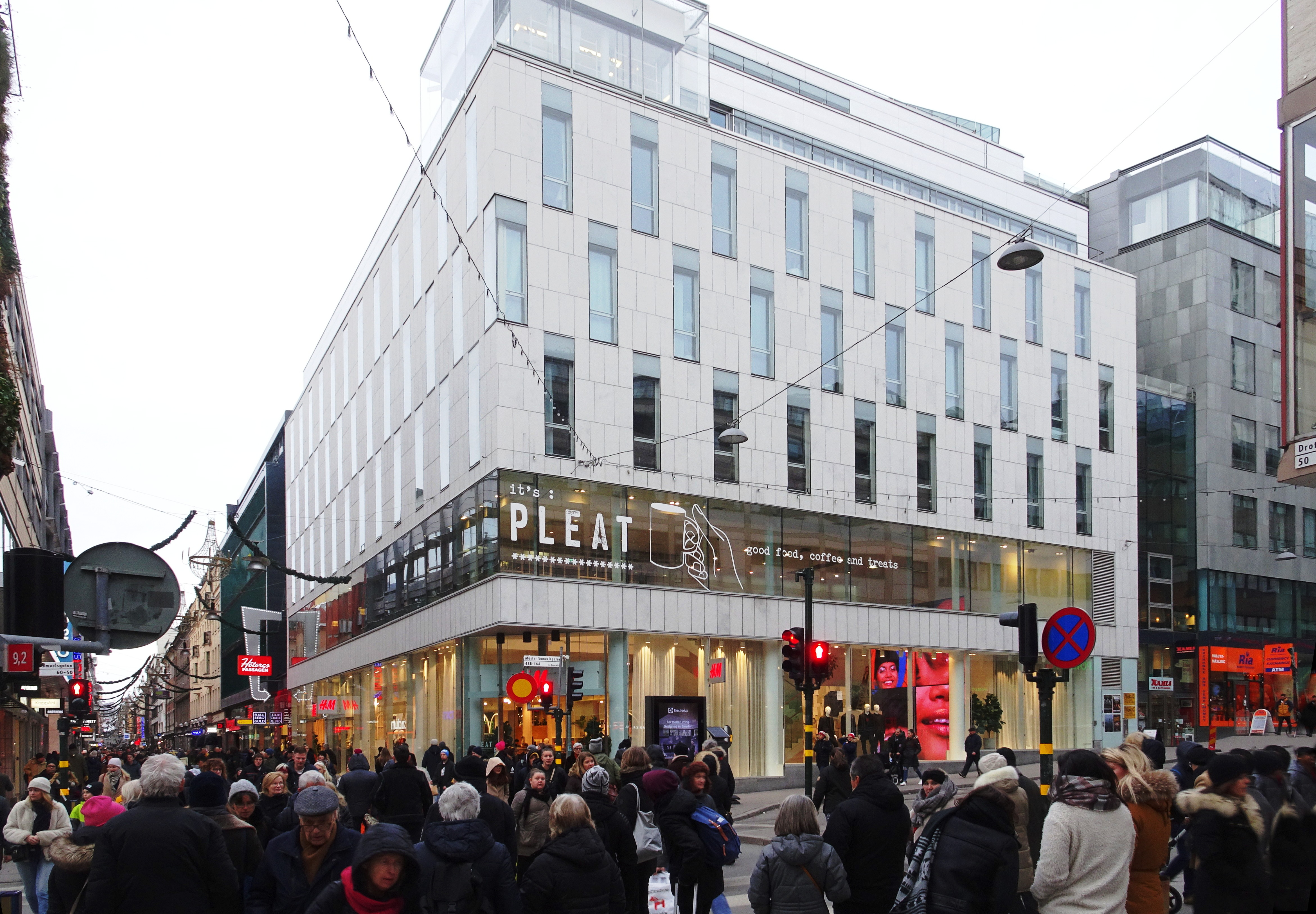
Fastigheten Adam och Eva 13, hörnet Drottninggatan / Mäster Samuelsgatan i Stockholm ägs av Persson och inhyser bland annat H & M:s huvudkontor.

Från 1976 till 1982 var Stefan Persson landschef för H&M i Storbritannien samt ansvarig för företagets utlandsexpansion.
Persson tog över som verkställande direktör 1982 när hans far Erling Persson drog sig tillbaka. Han behöll den positionen samt var koncernchef fram till 1998 när han avgick och ersattes av den före detta inköpschefen, Fabian Månsson.
Han stannade kvar i företaget som styrelseordförande. Hans äldste son Karl-Johan blev ny VD och koncernchef för H&M 2009. 30 januari 2020 meddelade H&M att Stefan Persson lämnar posten som styrelseordförande.

#### Ägande
Familjen Persson äger privat och via Ramsbury Invest AB cirka 59% av kapitalet och har cirka 81% av rösterna i H&M.  Aktieinnehavet i företaget är 769,332,211 aktier som ägs via bland annat Ramsbury Invest AB där Stefan Persson kontrollerar 70% av aktierna.

### Styrelseuppdrag
Persson sitter i en rad olika styrelser.
- H&M Hennes & Mauritz AB - (Ordinarie ledamot, Styrelseordförde)
  - H&M Hennes & Mauritz GBC AB - (Ordinarie ledamot)
  - H&M Hennes & Mauritz Sverige AB - (Ordinarie ledamot)
  - H&M Online Aktiebolag - (Styrelseledamot)
- Aktiebolaget Hennes - (Styrelseledamot)
- Mauritz Aktiebolag - (Styrelseledamot)
- Asser Investments AB - (Ordinarie ledamot, Styrelseordförde)
- Bekå Aktiebolag - (Styrelseledamot)
- Bernum AB
- Big is Beautiful, BiB Aktiebolag - (Styrelseledamot)
- Carl-Axel Herrmode Aktiebolag - (Styrelseledamot)
- Carl Axel Petterssons Aktiebolag - (Ordinarie ledamot, Styrelseordförde)
- Fastighets Aktiebolaget Dagskiftet - (Ordinarie ledamot)
- Förvaltningskommanditbolaget Forstmästaren - (Kommanditdelägare)
- K.E. Persson Aktiebolag - (Styrelseledamot)
- Kommanditbolaget Malma-Fastigheter - (Kommanditdelägare)
- Kungliga Ingenjörsvetenskapsakademien - (Ledamot)
- Malma Gårds lantbruk AB -
- Melker Schörling AB - (Ordinarie ledamot)
- Ramsbury AB - (Ordförande)
  - Ramsbury Invest AB - (Ordinarie ledamot, Styrelseordförde)
  - Ramsbury Property AB - (Ordförande)
- Stefan Persson Placering AB
- Stiftelsen Viktor Rydbergs Skola med firma Viktor Rydberg Gymnasium - (Ordinarie ledamot)

## Erling-Perssons stiftelse
Persson grundade 1999 Erling-Perssons stiftelse, en forskningsstiftelse, till minne av Erling Persson. Stiftelsen har sitt ursprung i två donationer från Stefan Persson, 1999 donerades 211 MSEK och 2004 611 MSEK. Persson är ordförande i stiftelsen, vars viktigaste ändamål att främja vetenskaplig forskning, stödja utbildning samt främja vård av barn. Mer än 270 donationer har gjorts, om sammanlagt 4,6 miljarder kronor. Stiftelsen har donerat 168 MSEK till Stockholm School of Entrepreneurship och 37,5 MSEK till Handelshögskolan i Stockholm för inrättandet av Familjen Stefan Perssons professur i företagsekonomi, grundandet av SSE Business Lab och Nordiska Detaljhandelshögskolan.

## Skatt
När Stefan Persson på 90-talet hotade att flytta H&M:s verksamhet utomlands drevs den nya gynnsamma skatten för familjedynastier igenom, enligt boken The Big Boss. Stefan Persson betalade länge mest skatt i Sverige, men på senare år han minskat sitt skattebetalande.

## Familj och privatliv
Stefan Persson är son till Hennes & Mauritz grundare Erling Persson och har barnen Karl-Johan, Charlotte och Tom. Han är gift med Carolyn Denise Persson. Stefan Perssons taxerade inkomst i Sverige var år 2005 totalt 10 559 600 kronor.
Persson har investerat mycket pengar i Djurgårdens IF, som han är supporter till.

## Förmögenhet
|      |   |           |                 |                   |        |  |
| År   |   | Position1 | Förmögenhet ($) | Förmögenhet (SEK) | Källa  |  |
| ---- | - | --------- | --------------- | ----------------- | ------ |  |
| 2025 | ▼ | 113       | 17,8 miljarder  | ~ 178 miljarder   | [ 19 ] |  |
| 2012 | ▲ | 8         | 26,0 miljarder  | ~ 180 miljarder   | [ 20 ] |  |
| 2011 | ▬ | 13        | 24,5 miljarder  | ~ 157 miljarder   | [ 21 ] |  |
| 2010 | ▲ | 13        | 22,4 miljarder  | ~ 142 miljarder   | [ 22 ] |  |
| 2009 | ▲ | 18        | 14,5 miljarder  | ~ 127 miljarder   | [ 23 ] |  |
| 2008 | ▼ | 35        | 17,7 miljarder  | ~ 108 miljarder   | [ 24 ] |  |
| 2007 | ▲ | 17        | 18,4 miljarder  | ~ 130 miljarder   | [ 25 ] |  |
| 2006 | ▼ | 32        | 12,3 miljarder  | ~ 97 miljarder    | [ 26 ] |  |
| 2005 | ▲ | 29        | 11,2 miljarder  | ~ 76 miljarder    | [ 27 ] |  |
| 2004 | ▲ | 37        | 8,6 miljarder   | ~ 64 miljarder    | [ 28 ] |  |
| 2003 | ▬ | 40        | 6,7 miljarder   | ~ 57 miljarder    | [ 29 ] |  |
| 2002 | ▲ | 40        | 5,6 miljarder   | ~ 59 miljarder    | [ 30 ] |  |
| 2001 | ▼ | 64        | 5,3 miljarder   | ~ 57 miljarder    | [ 31 ] |  |
| 2000 | ▲ | 35        | 8,0 miljarder   | ~ 68 miljarder    | [ 32 ] |  |
| 1999 | ▲ | 38        | 7,0 miljarder   | ~ 56 miljarder    | [ 33 ] |  |
| 1998 | ▲ | 78        | 4,4 miljarder   | ~ 35 miljarder    | [ 34 ] |  |
| 1997 | ▲ | 138       | 2,5 miljarder   |                   | [ 35 ] |  |
| 1996 | ▲ | 285       | 1-1,4 miljarder |                   | [ 36 ] |  |

1 - Den position som Persson är listad av Forbes.com på deras årliga lista om världens rikaste personer.
Persson har andelar i Ericsson, Nordea, Poolia, Hexagon och ett växande fastighetsbestånd via Ramsbury Property AB.

## Utmärkelser
- Ekonomie hedersdoktor vid Handelshögskolan i Stockholm (ekon. dr. h.c.) 2001
- Ekonomiska forskningsinstitutet vid Handelshögskolan i Stockholms årliga pris, kallat SSE Research Award (tidigare EFI Research Award) till personer som "aktivt bidragit till att skapa goda förutsättningar för forskning inom de administrativa och ekonomiska vetenskaperna"[37] 2009[38]
- Kungliga Patriotiska Sällskapets Näringslivsmedalj för framgångsrikt entreprenörskap, som bidragit till svenskt näringslivs utveckling, 2010
- Hedersdoktor Karolinska institutet[39] 2010
- Hedersdoktor vid KTH 2012
- Hedersdoktor Hanken Finland[40] 2014